# Belgia na Letnich Igrzyskach Olimpijskich 1932
Belgię na Letnich Igrzyskach Olimpijskich 1932 reprezentowało 7  zawodników.

## Skład kadry

### Szermierka
Mężczyźni
- Georges de Bourguignon
  - Floret indywidualnie - 13. miejsce

- Werner Mund
  - Floret indywidualnie - 15. miejsce

- Xavier De Beukelaer
  - Szpada indywidualnie - 8. miejsce

- Max Janlet
  - Szpada indywidualnie - 14. miejsce

- André Poplimont
  - Szpada indywidualnie - 16. miejsce

- Xavier De Beukelaer
Max Janlet
André Poplimont
Raoul Henkaert
Werner Mund
  - Szpada drużynowo - 4. miejsce

- Georges de Bourguignon
  - Szabla indywidualnie - 23. miejsce

Kobiety
- Jenny Addams
  - Floret indywidualnie - 4. miejsce